# 微小冠孢虫
微小冠孢虫（学名：Mitraspora minuta）为球孢科冠孢虫属的动物。在中国，分布于湖北等，营寄生生活，寄生在鲤的膀胱。